# تمساح كوبي
تمساح كوبي (الاسم العلمي: Crocodylus rhombifer) (بالإنجليزية: Cuban crocodile)‏ هو نوع من الزواحف يتبع جنس التمساح من فصيلة التماسيح.